# Eomoropidae
Eomoropidae – nieistniejąca już rodzina ssaków nieparzystokopytnych. Była bardzo blisko spokrewniona z inną także wymarłą już rodziną chalikoteriów, dużo bardziej znanych. Były do nich bardzo podobne, a może nawet były ich bezpośrednimi przodkami. Od późniejszych form odróżniały je mniejsze rozmiary, zwierzęta te dorastały bowiem wielkości owcy. Natomiast podobnie jak ich późniejszy krewni skubali liście miękkiej roślinności. W przeciwieństwie do innych kopytnych (poza chalikoteriami) posiadały pazury na łapach.